# Roeder (schlesisches Adelsgeschlecht)

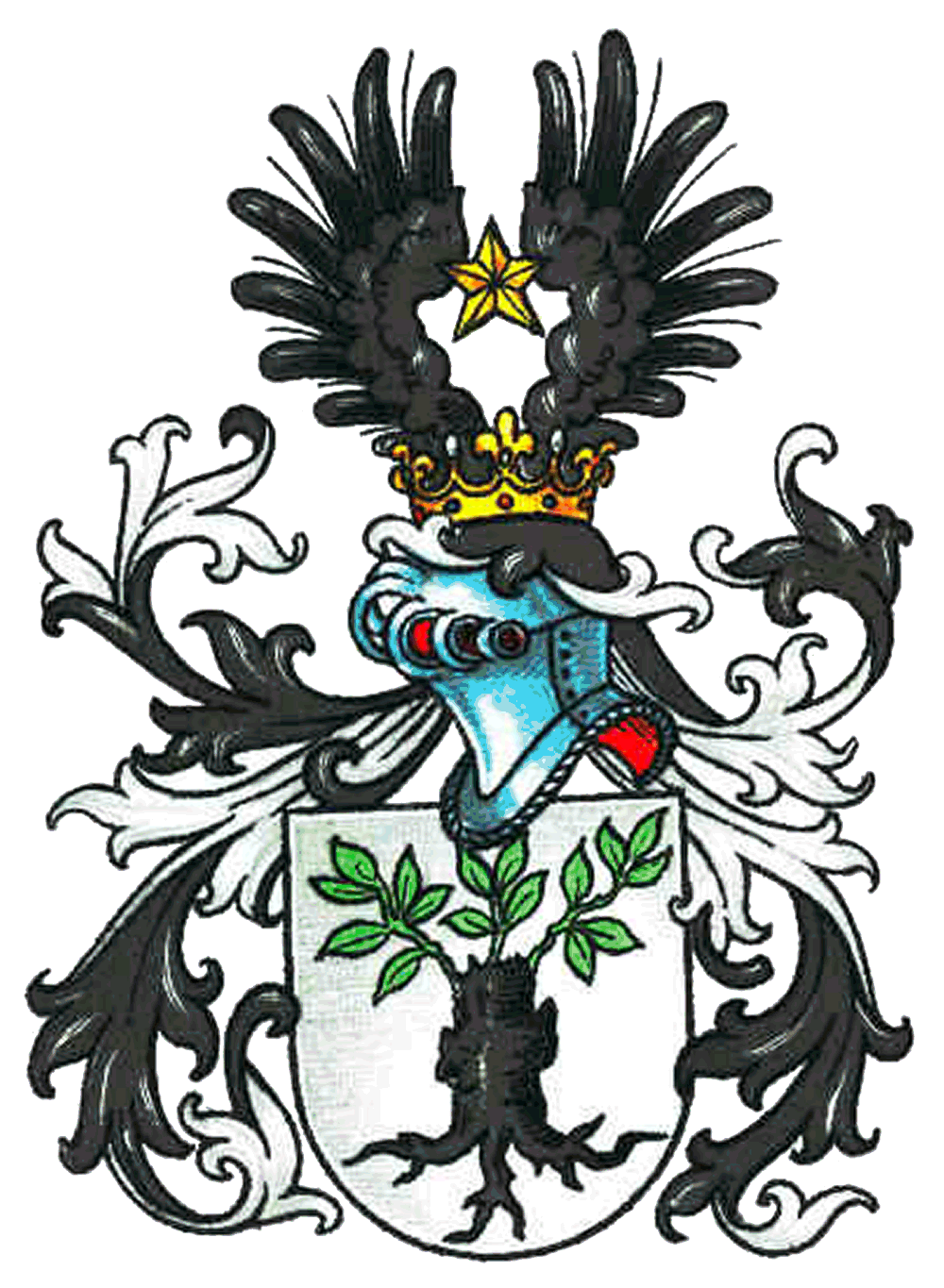
Wappen derer von Roeder (Schlesien)

Roeder ist der Name eines aus Unterfranken stammenden schlesischen Briefadelsgeschlechts.
Das Geschlecht ist nicht zu verwechseln mit den gleichnamigen anhaltischen von Röder (Roeder), den von Roeder aus dem Vogtland und dem badischen Uradelsgeschlecht der Roeder von Diersburg.

## Geschichte
Das Geschlecht erscheint urkundlich 1561 mit dem ganerbischen Schultheißen Hans Roedder mit dem Erwerb eines Gutes in Rödelsee.
Der preußische Generalmajor Heinrich von Roeder (1742–1821) erscheint seit 1761 als „von Roeder“ und wurde mit seiner Deszendenz zum preußischen Adel gerechnet. Viele seiner Nachkommen haben hohe Ränge in der Preußischen Armee bekleidet.

## Wappen
Das Wappen zeigt in Silber einen entwurzelten schwarzen Eichenstubben mit drei grün-belaubten (5:3:5) Ästen. Auf dem Helm mit schwarz-silbernen Helmdecken ein fünfstrahliger goldener Stern zwischen einem offenen schwarzen Flug.

## Familienangehörige
1. Christoph Ernst von Roeder (1694–1754), deutscher Oberst
  1. Friedrich Adrian Dietrich von Roeder (1730–1802), preußischer Generalleutnant
  2. Heinrich Dietrich Christoph von Roeder (1742–1821), preußischer Generalmajor
    1. Karl Ferdinand Wilhelm (1781–1813), preußischer Major im Generalstab (gefallen)
      1. Eugen von Röder (1808–1888), preußischer Politiker
      2. Maximilian Heinrich von Roeder (1804–1884), preußischer General der Infanterie

    2. Eugen Maximilian von Roeder (1782–1844), preußischer Generalleutnant
    3. Karl von Roeder (1787–1856), preußischer Generalleutnant
      1. Konrad von Roeder (1833–1900), deutscher Landrat

    4. Hermann von Roeder (1797–1857), preußischer Generalmajor
      1. Ludwig von Roeder (1830–1909), preußischer Oberst
      2. Andreas von Roeder (1834–1901), auf Renz, Rügen, preußischer Hauptmann
        1. Dietrich von Roeder (1861–1945), deutscher General der Infanterie
          1. Wilhelm von Roeder (1907–1972), deutscher Brigadegeneral
          2. Heinrich von Roeder (1910–?), deutscher Landrat

    5. Gustav von Roeder (1805–1878), preußischer Jurist
    6. Julius von Roeder (1808–1889), preußischer Generalleutnant

## Namensträger – nicht sicher zuzuordnen
- Johann Dietrich von Roeder († 2. Februar 1736), Oberstleutnant 
  - Friedrich Wilhelm von Roeder (1719–1781), deutscher Generalmajor
    - Friedrich Erhard von Röder (1768–1834), deutscher General der Kavallerie
- Friedrich Wilhelm Heinrich von Roeder (1775–1833), deutscher Landrat
- Olaf von Roeder, seit 2017 deutscher Brigadegeneral